# Spoorlijn Älvsbyn - Piteå

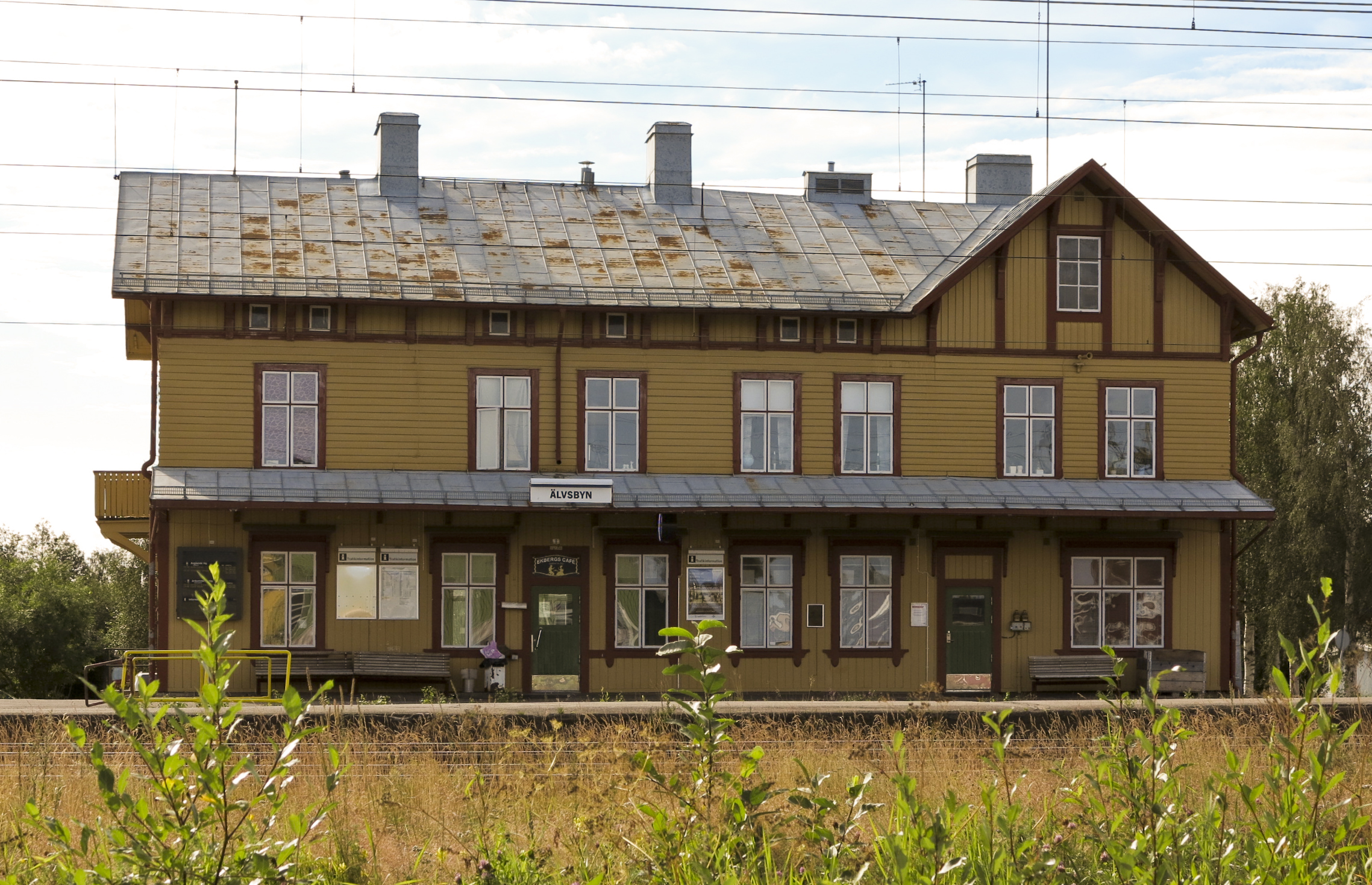
Station Älvsbyn

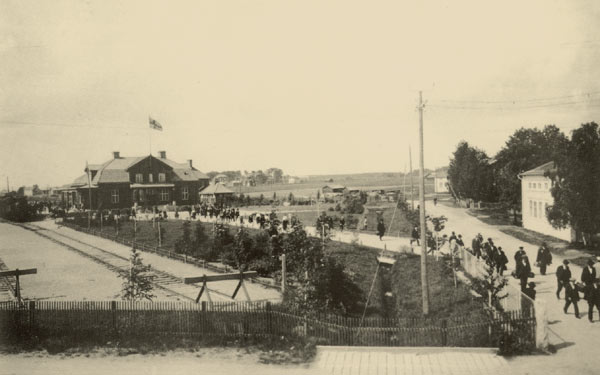
Station Piteå, 1919

De spoorlijn Älvsbyn - Piteå (Zweeds: Piteåbanan) is een spoorlijn in het noorden van Zweden in de provincie Norrbottens län. De lijn verbindt de plaatsen Älvsbyn en Piteå met elkaar.
De spoorlijn is 54 kilometer lang en werd in 1915 in gebruik genomen.